# Domo de sal

Esquema de un domo de sal subterráneo

Un domo de sal o diapiro salino es un tipo de estructura geológica en forma de cúpula, que se origina cuando un grueso lecho de minerales evaporíticos (principalmente sal común o halita) localizado en profundidad, se introduce verticalmente en los estratos rocosos circundantes, formando un diapiro. Es una formación importante en la geología del petróleo, porque las estructuras de sal son impermeables y pueden conducir a la formación de una trampa estratigráfica. 

## Formación

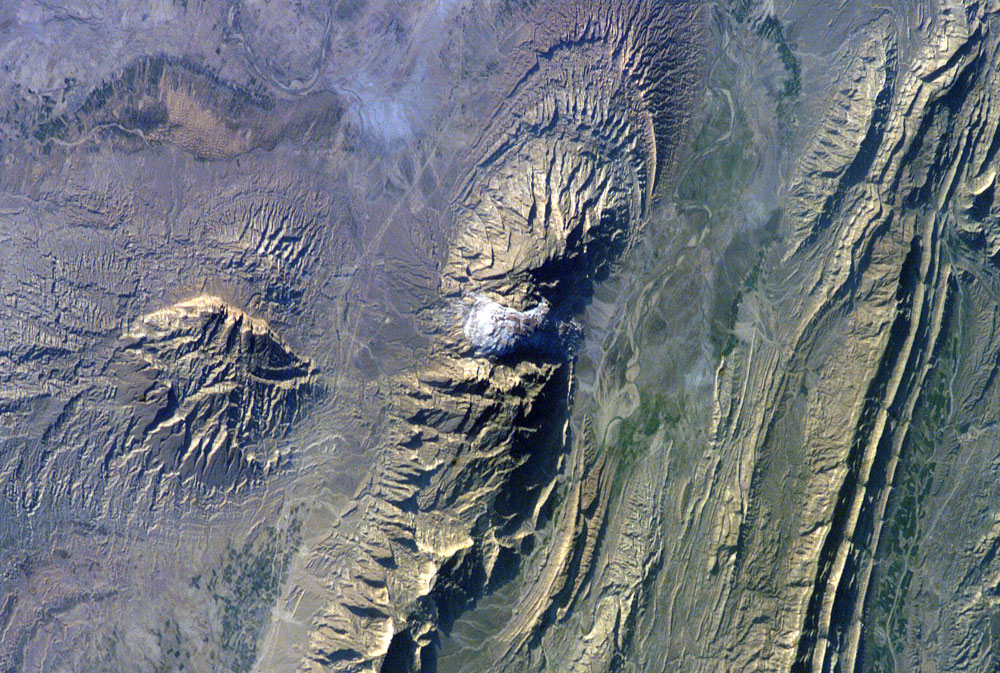
Fotografía desde un satélite del domo de sal de Jashak en las montañas Zagros, en la provincia de Bushehr, Irán (el área blanca en el centro)

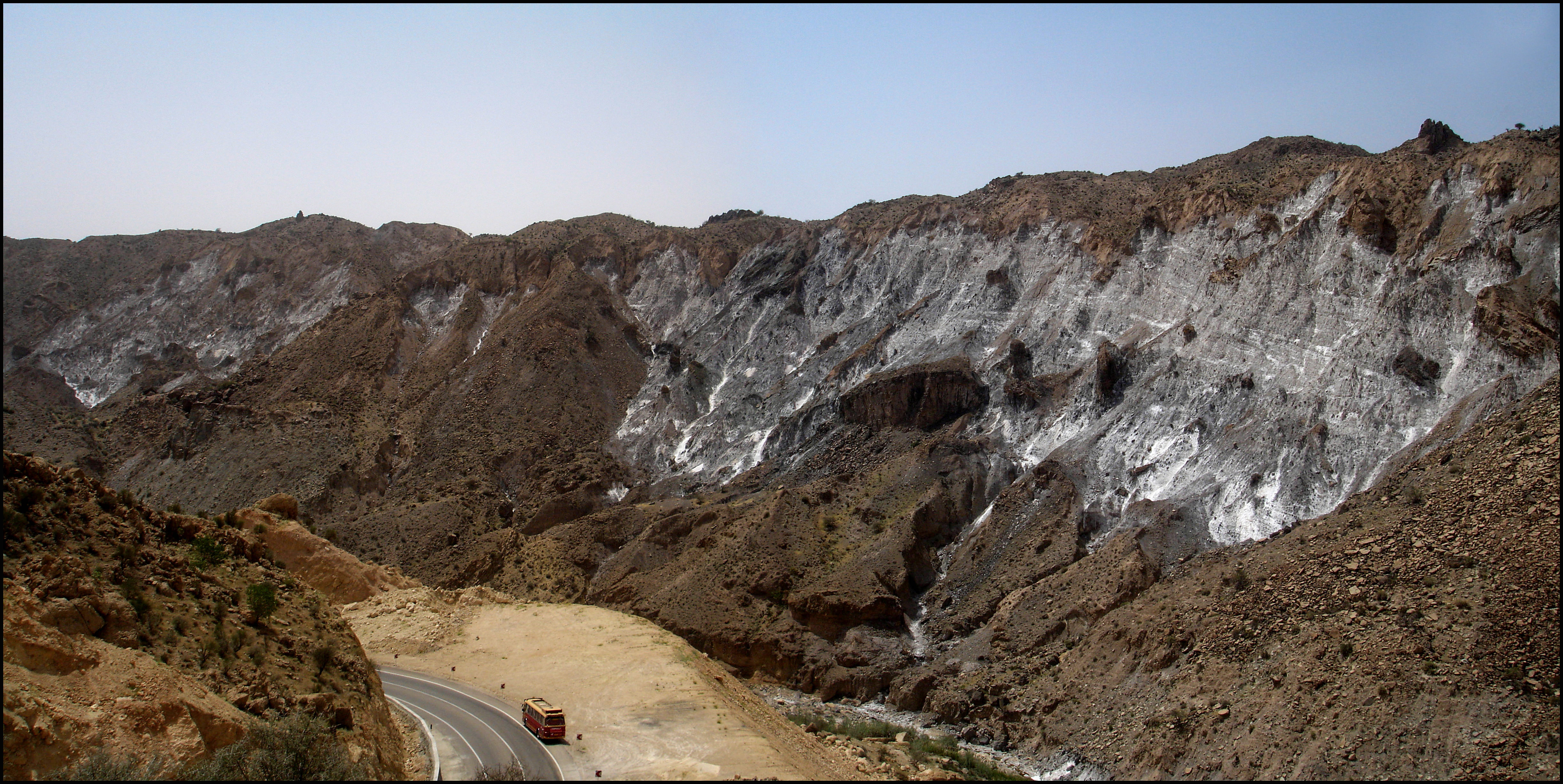
Domo de sal en la provincia de Fars, Irán

La formación de un domo de sal comienza con el depósito de sal en una cuenca marina aislada. Debido a que el flujo de salida del agua de mar rica en sal en la cuenca no está equilibrado por el flujo de entrada, la mayor parte de toda el agua perdida en la cuenca se produce por evaporación, lo que se traduce en la precipitación y la deposición de evaporitas de sal. La velocidad de sedimentación de la sal es significativamente mayor que la velocidad de sedimentación de las rocas clásticas, pero se sabe que un solo evento de evaporación rara vez es suficiente para producir las vastas cantidades de sal necesarias para formar una capa lo suficientemente gruesa para que se forme un diapiro. Esto indica que debe ocurrir un período sostenido de inundaciones episódicas y de sucesivas evaporaciones de la cuenca, como se puede ver en el ejemplo de la crisis de salinidad del Mediterráneo mesiniense. En la actualidad, se pueden ver depósitos de evaporitas acumulándose en cuencas que simplemente tienen acceso restringido pero no se secan por completo; que proporcionan casos análogos a algunos depósitos reconocidos en el registro geológico, como la cuenca Garabogazköl en Turkmenistán. 
Con el tiempo, la capa de sal se cubre con sedimentos depositados por encima, quedando enterrada bajo una sobrecarga cada vez más grande. El sedimento suprayacente sufrirá compactación, causando un aumento de la densidad, y por lo tanto, una disminución de su flotabilidad. A diferencia de los clastos, la presión tiene un efecto significativamente menor sobre la densidad de la sal debido a su estructura cristalina y esto finalmente hace que tienda a flotar, elevando el sedimento que se encuentra sobre ella. La ductilidad de la sal inicialmente le permite deformarse plásticamente y fluir lateralmente, desacoplando el sedimento suprayacente del sedimento subyacente. Dado que la sal tiene una flotabilidad mayor que el sedimento de arriba, si un evento de falla significativo afecta la superficie inferior de la sal, esta puede comenzar a fluir verticalmente, formando una almohada de sal. El crecimiento vertical de estas almohadas de sal crea una presión ascendente en la superficie, causando deformaciones y fallas (véase: tectónica de la sal). 
Las posibles fuerzas que impulsan el flujo de sal son la carga diferencial en la capa fuente y los contrastes de densidad con el sedimento de sobrecarga. Las fuerzas que resisten este flujo son la masa del estrato superior y la resistencia inherente del bloque a la falla, es decir, su resistencia. Para equilibrar el contraste de densidad entre el sedimento superior y la sal, comienza el diapirismo activo. La altura del diapiro debe ser más de dos tercios hasta tres cuartos del grosor del estrato superior. Si el diapiro es estrecho, su altura debe ser mayor.
Finalmente, durante millones de años, la sal perforará y atravesará el sedimento suprayacente, primero como una forma de cúpula y luego como un diapiro de sal completamente desarrollado en forma de hongo. Si el diapiro salino ascendente rompe la superficie, puede convertirse en un glaciar de sal capaz de fluir sobre el terreno. En sección transversal, estas grandes cúpulas pueden tener entre 1 y 10 km de sección y profundidades de hasta 6,5 km.

## Estructura
Las estructuras típicas del diapirismo activo presentan una fosa tectónica central en forma de cresta, flanqueada por aletas que giran hacia arriba y hacia afuera. Las fallas inversas pueden separar las aletas de la zona central. Las fallas normales crean fosas tectónicas centrales en forma de cresta y se propagan hacia abajo. Nuevas fallas se forman más hacia afuera, a medida que el arco del domo se vuelve más marcado. Estas estructuras ocurren debajo de la superficie y no están necesariamente asociadas con el domo en la superficie. El domo no se mostrará en superficie a menos que sea muy ancho o alto en relación con el grosor de la sobrecarga.

## Reconocimiento de domos de sal en los datos sísmicos
Si un domo de sal no ha perforado la superficie, se puede encontrar ubicado por debajo del terreno de varias maneras. Se puede observar que las estructuras superficiales aisladas pueden indicar la presemcia de un domo de sal debajo de la superficie. Los domos de sal también se pueden interpretar a partir de la reflexión sísmica, dado que el contraste de densidad entre la sal y los sedimentos circundantes permite identificar las estructuras salinas. Las cúpulas de sal también se pueden asociar con manantiales de azufre y respiraderos de gas natural.

## Presencia
Las cúpulas de sal se dan en muchas partes del mundo donde se desarrolla una capa suficientemente gruesa de sal de roca. Estratigráficamente, las cuencas de sal se desarrollaron periódicamente desde el Proterozoico hasta el Neógeno. 

### Salar de Ormuz
En el Oriente Medio, la sal neoproterozoica superior de la Formación Ormuz está asociada con la presencia generalizada de domos de sal en la mayor parte del Golfo Pérsico y en tierra en Irán, Irak, Emiratos Árabes Unidos y Omán. Las capas de sal más gruesas se encuentra en una serie de cuencas, en el oeste y el sur del Golfo, y en Omán.

### Cuenca Paradox

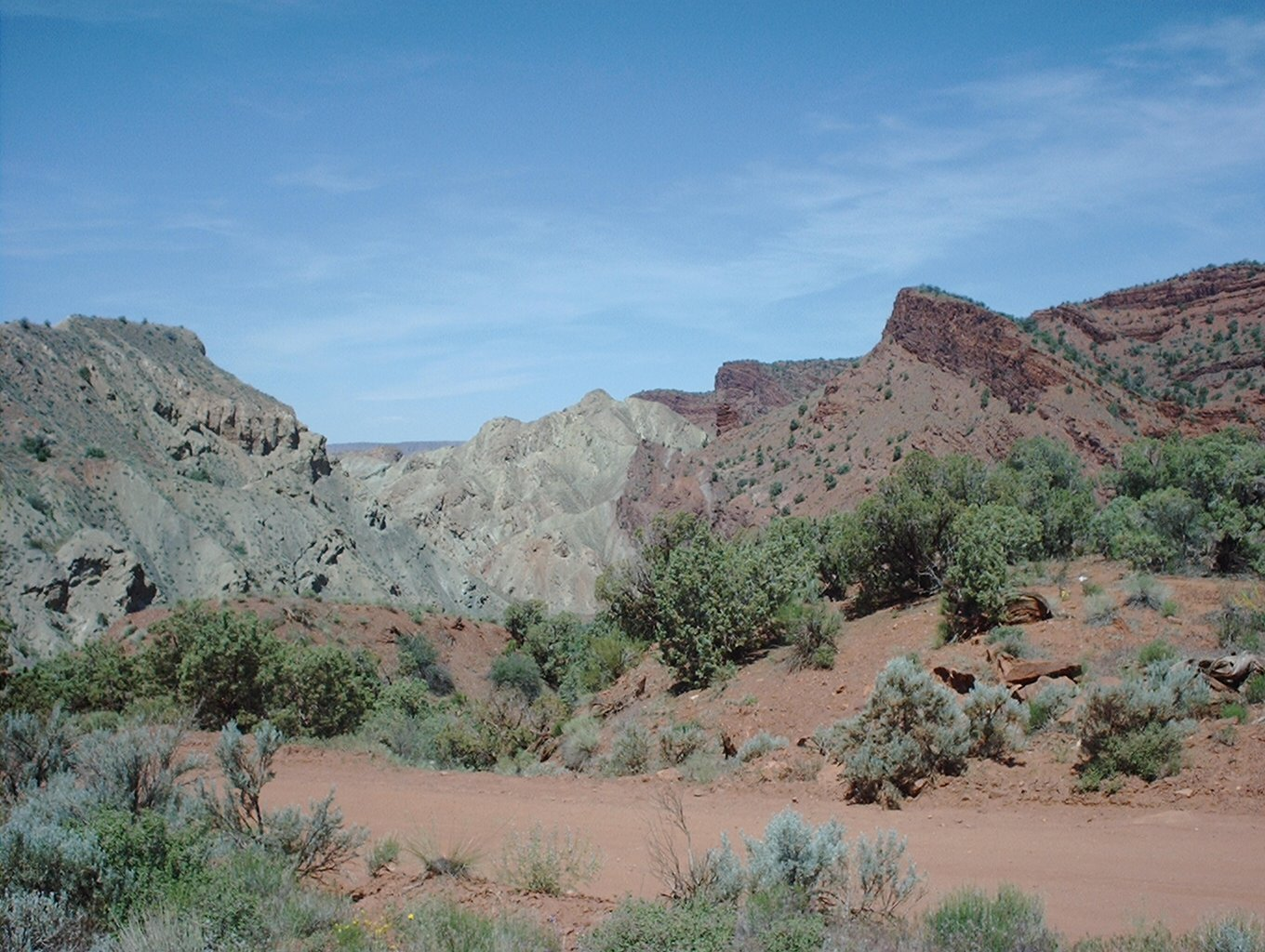
Vista frontal del domo de sal emergente de Onion Creek, entre los restos del estrato superior desplazados

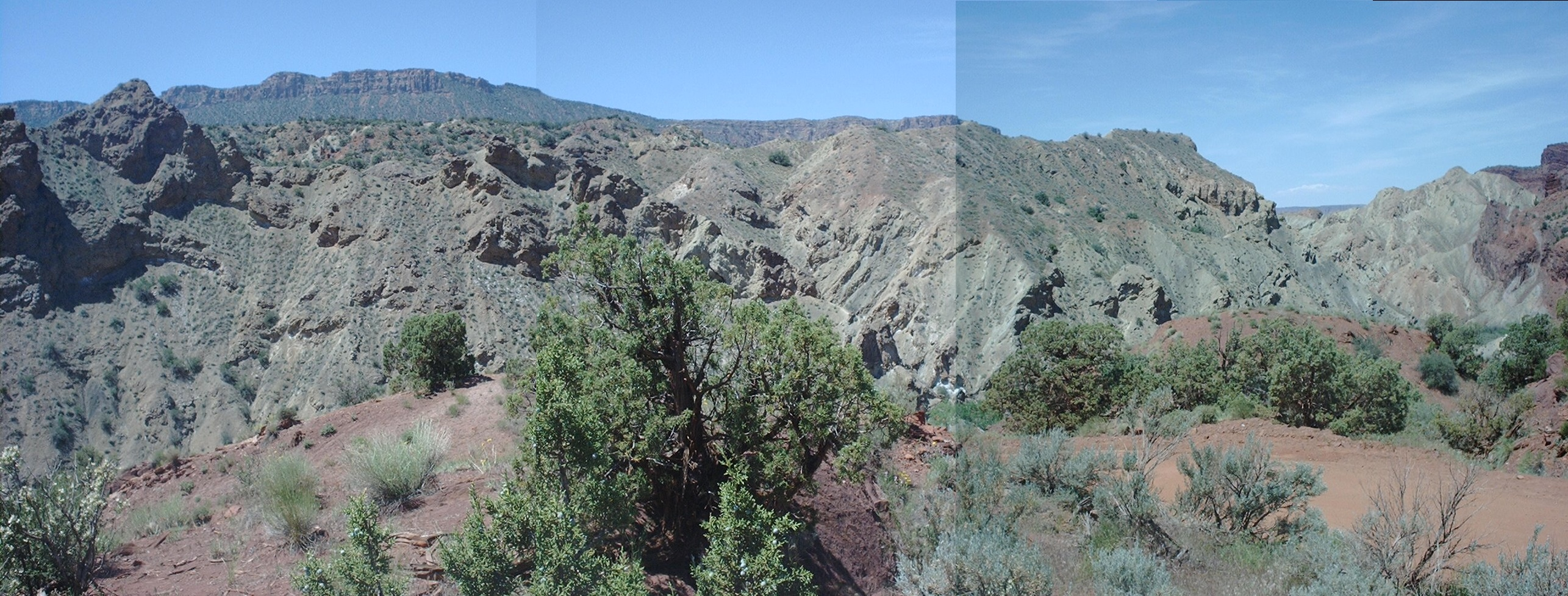
Vista lateral del domo salino emergente desde la cresta del remanente de la sobrecarga desplazada

En el periodo Pensilvánico se generó la Formación Paradox, con presencia de numerosos domos de sal en toda la Cuenca Paradox de los EE. UU., que se extiende desde el este de Utah, pasando por el suroeste de Colorado, hasta alcanzar el noroeste de Nuevo México. 
Un ejemplo de un domo de sal emergente se encuentra en Onion Creek (Utah) / Fisher Towers cerca de Moab, Utah. Es un cuerpo salino de la Formación Paradox, que se ha elevado como una cresta a través de varios cientos de metros de sobrecarga, predominantemente arenisca. Cuando el cuerpo de sal se elevó, la sobrecarga formó un anticlinal (arqueándose hacia arriba a lo largo de su línea central) que se fracturó y erosionó para exponer el núcleo de sal.

### Mar de Barents
En alta mar, en el norte de Noruega, concretamente en el suroeste del mar de Barents, se depositó una espesa capa de sal en el período Carbonífero superior-Pérmico inferior, formando domos de sal en las cuencas Hammerfest y Nordkapp. 

### Cuenca de Zechstein
En el noroeste de Europa, la sal acumulada en el Pérmico Superior del Grupo de Zechstein ha formado domos de sal sobre el Mar del Norte Central y Meridional, extendiéndose hacia el este hasta Alemania.

### Marruecos - Nueva Escocia
La sal del Triásico superior forma domos en Marruecos, en la cuenca de Essaouira tanto en tierra como en alta mar. Una secuencia de sal equivalente, la Formación Argo está asociada con la aparición de domos de sal en el perfil pasivo conjugado de Nueva Escocia.

### Golfo de México

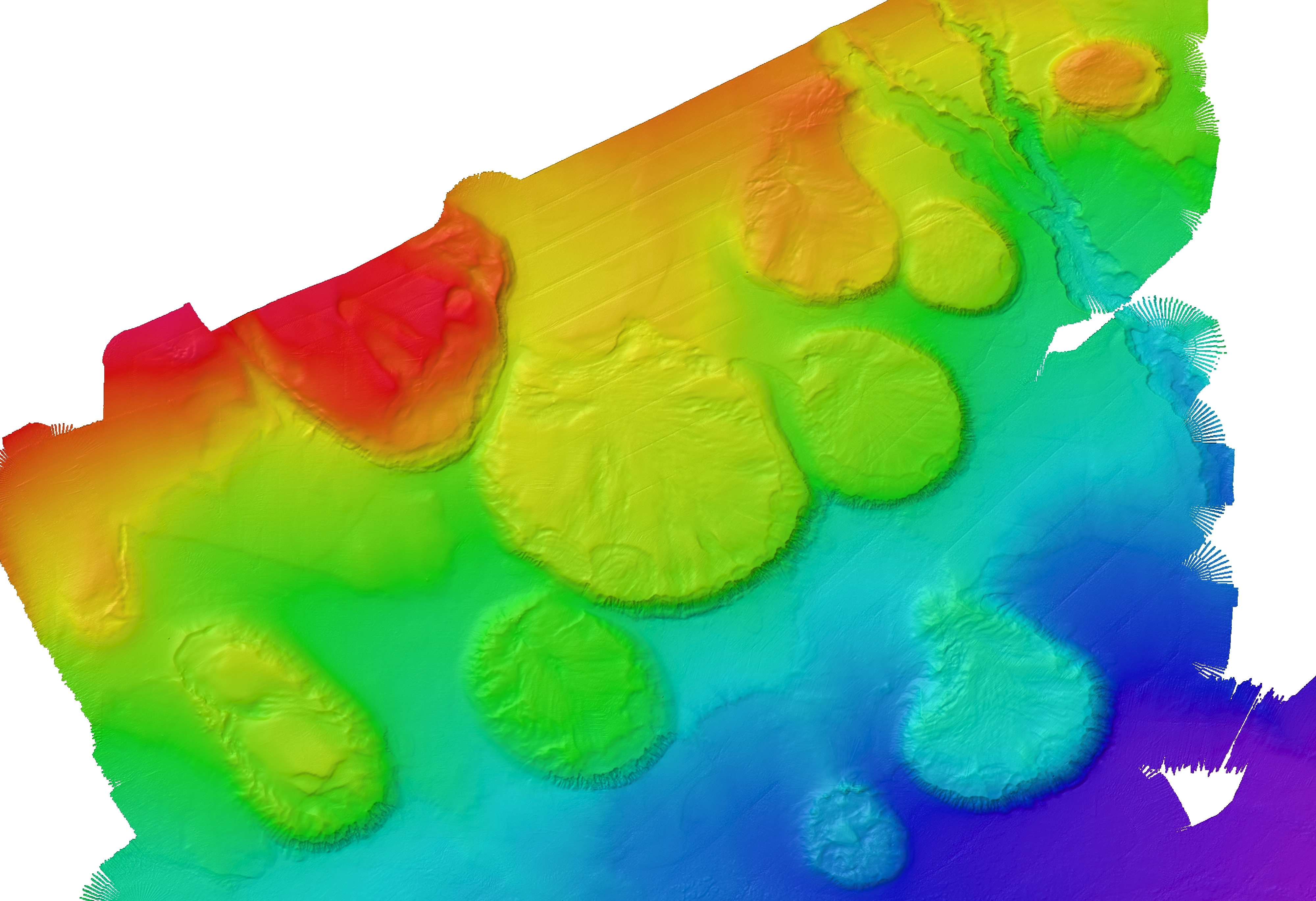
Imágenes de domos de sal submarinos en el Golfo de México

La sal del Jurásico Medio de la formación de Louann en el Golfo de México ha originado numerosas cúpulas de sal en zonas estadounidenses y mexicanas del golfo. Las principales localizaciones de domos de sal se encuentran situadas a lo largo de la costa del Golfo en Texas y Luisiana. Un ejemplo de una isla formada por un domo de sal es la isla Avery en Luisiana. Con los niveles actuales del océano, ya no está rodeada por el mar, sino por una serie de pantanos. La costa del Golfo alberga más de 500 domos de sal, descubiertos actualmente.

### Cuencas de sal del Atlántico Sur
Durante la ruptura del Atlántico Sur, la sal de la edad Aptia (Cretácico Inferior) se depositó dentro del área de la delgada corteza localizada en los márgenes brasileño y conjugado de Angola/Gabón, formando numerosos domos de sal. 

### Sal mesiniana
Durante la crisis de salinidad mesiniana (Mioceno tardío), se formaron gruesas capas de sal a medida que el mar Mediterráneo se secaba. La deposición posterior, una vez que el mar se volvió a llenar, desencadenó la formación de domos de sal. 

## Usos comerciales
La sal de roca que se encuentra en los domos de sal es principalmente impermeable. A medida que la sal se mueve hacia la superficie, puede penetrar y / o doblar estratos de roca existentes sobre ella. A medida que estos estratos son penetrados, generalmente se doblan ligeramente hacia arriba en el punto de contacto con el domo, y pueden formar bolsas donde el petróleo y el gas natural pueden acumularse entre los estratos impermeables de la roca y la sal. Los estratos inmediatamente por encima del domo que no son penetrados, son empujados hacia arriba, creando un depósito similar a una cúpula sobre la propia sal, donde también se puede acumular petróleo. Estos depósitos de petróleo se pueden extraer, y de hecho, forman una fuente importante del petróleo producido a lo largo de la costa del Golfo de México. La primera cúpula de sal se descubrió en 1900, cuando se perforó un pozo exploratorio de petróleo en Spindletop Hill, cerca de Beaumont, Texas.
El recubrimiento de roca sobre los domos de sal a veces incluye depósitos de azufre nativo, que se recupera mediante el  proceso de Frasch. 
Otros usos incluyen almacenar petróleo, gas natural, hidrógeno o incluso desechos peligrosos en las grandes cavernas formadas después de la extracción de la sal, así como excavar los domos para extraer la sal, que según su pureza puede utilizarse como sal de mesa o servir para evitar que se forme hielo en las carreteras.